# Playa de Ondarzábal (barco-museo)
El Playa de Ondarzábal fue un antiguo barco pesquero que una vez dado de baja se utilizó unos años como buque museo en la localidad vizcaína de Lequeitio en el País Vasco, España.
El Playa de Ondarzábal fue construido en 1966, En el año 2001 dejó de ser utilizado para la captura de pescado y se ha convertido en un museo de Lequeitio dedicado a la vida de los pescadores en alta mar. El barco pesquero tiene 23 metros de eslora y una capacidad de 28 toneladas. Cuando salía a alta mar contaba con una tripulación de 18 personas, y las mareas duraban entre 20 y 30 días. Era un barco dedicado a la captura del atún fundamentalmente.
Desde su uso como museo, el barco ha sido visitado por miles de personas. Así, en el año 2007 se contabilizaron más de 3000 usuarios, así como las visitas de casi 50 centros educativos. Este éxito ha motivado reformas, como la efectuada en 2009, de cara a renovar la oferta turística del barco.
En 2014 se anunció que iba a ser desguazado. En 2020 se empezó su desguace.